# Schweigen-Rechtenbach
Schweigen-Rechtenbach är en kommun i Landkreis Südliche Weinstraße i förbundslandet Rheinland-Pfalz i Tyskland. Kommunen bildades 7 juni 1969 genom en sammanslagning av kommunerna Rechtenbach och Schweigen.
Kommunen ingår i kommunalförbundet Verbandsgemeinde Bad Bergzabern tillsammans med ytterligare 20 kommuner.